# 西川村 (岐阜県)
西川村（にしかわむら）は、かつて岐阜県郡上郡に存在した村である。1955年に合併で大和村（1985年に町制施行し、大和町となる）となった後、現在は郡上市の一部である。かつての大和町の西部、長良川西岸に位置する。
西川村の一部は境界変更などで八幡町の一部となっていたが、この地域も現在は郡上市である。

## 歴史
- 江戸時代、この地域は郡上藩領であった。
- 1897年（明治30年）4月1日 - 名皿部村、有坂村、島村、落部村が合併し、西川村となる。
- 1955年（昭和30年）3月28日 - 弥富村、山田村と合併し大和村が発足。同日西川村廃止。
- 1957年（昭和32年）4月1日 - 旧・西川村のうち、有坂地区が分離し、八幡町に編入される（現・郡上市八幡町有坂）。
- 1962年（昭和37年）4月1日 - 大和村と八幡町とで境界変更。旧・西川村のうち島地区の一部が八幡町に編入される（現・郡上市八幡町島）。

## 学校
- 西川村立西川小学校 （現・郡上市立大和西小学校）
  - 西川村立西川小学校内ヶ谷第一分校（1971年廃校）
  - 西川村立西川小学校内ヶ谷第二分校（1971年廃校）
  - 西川村立西川小学校落部分校（1974年廃校）
  - 西川村立西川小学校名皿部分校（1958年大和村立北小学校に移管。1968年廃校）

※有坂地区は八幡町の八幡町立川合小学校五町分校への通学であった。
- 西川村立西川中学校 （1956年に大和村立西中学校に改称。1968年に統合され、現・郡上市立大和中学校）